# 중간엽
중간엽(中間葉, 영어: mesenchyme), 간엽(間葉), 또는 간충직(間充織)은 성기게 구성되어 있는 동물의 발생기 결합조직이다. 미분화된 세포로 이루어져 있으며 피부, 혈액, 뼈 등이 중간엽에서 발생한다. 중간엽과 상피 간의 상호작용은 발생 중인 배아에서 거의 모든 장기가 발달하는 데에 도움을 준다.